# Соняшникова олія

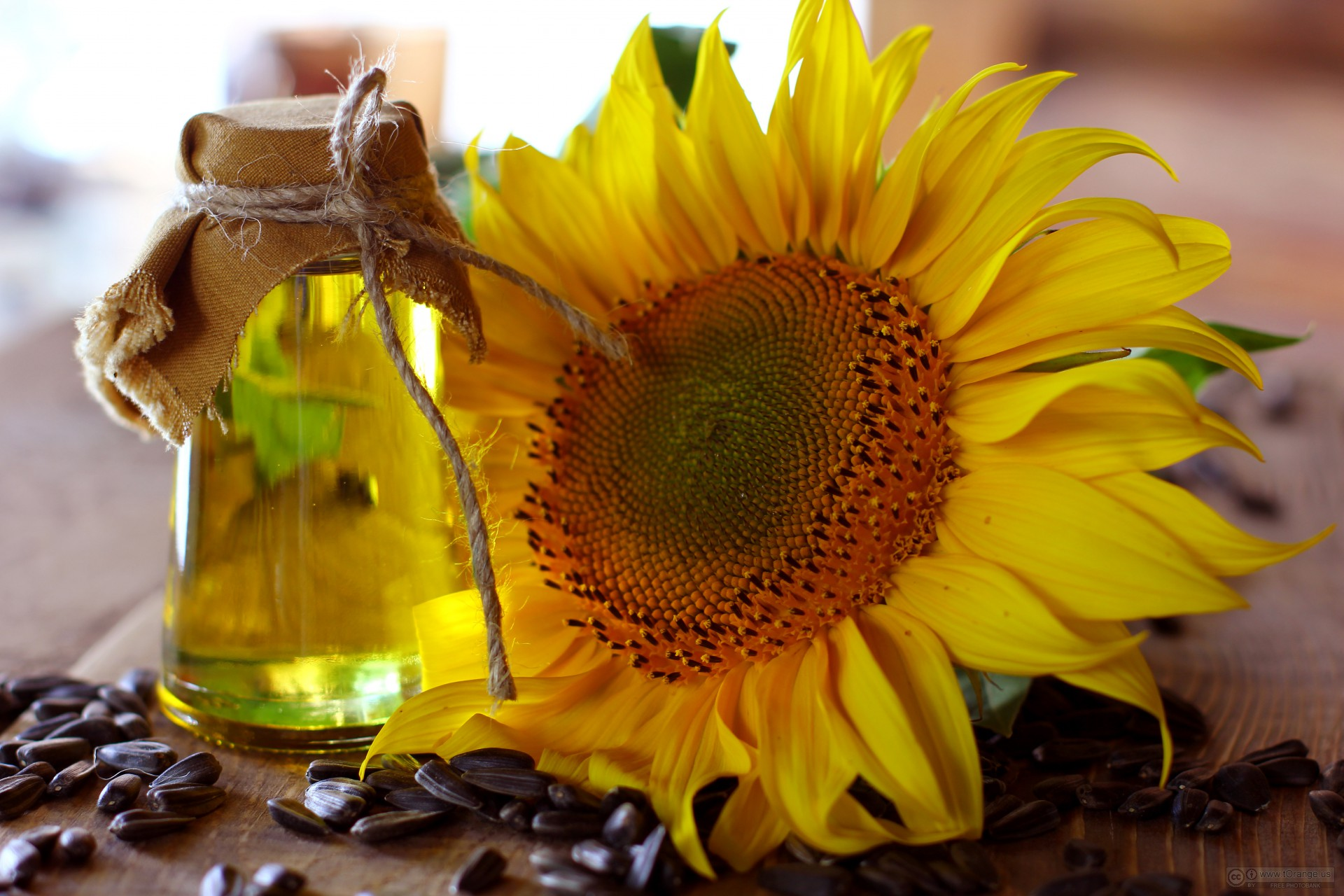
Соняшникова олія та квітка соняшника

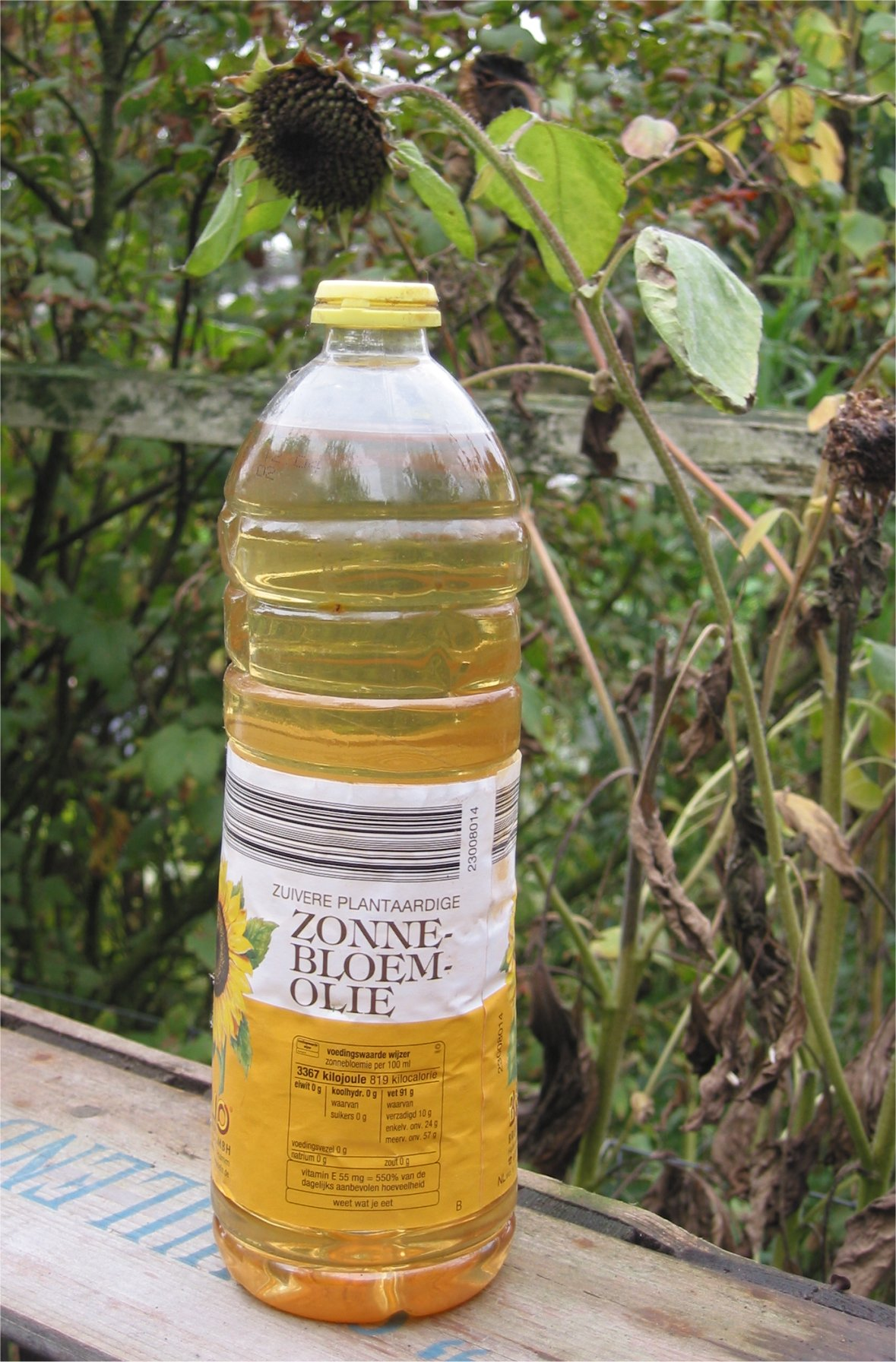
Соняшникова олія

Со́няшникова олі́я — рослинна олія, видобута з насіння соняшнику.

## Історія
Батьківщиною соняшнику є Північна Америка. Індіанці долини Міссісіпі, серед інших його застосувань, добували з насіння соняшнику й олію, чи використовували її в кулінарії, чи просто намащували нею волосся, на сьогодні невідомо.
До Європи дикорослий соняшник потрапив із Північної Америки 1510 року. Довгий час соняшник вирощували на клумбах та палісадниках тільки як декоративну рослину. Спершу соняшник був лише окрасою панських садиб, згодом почали лузати його насіння.
1716 року, в Британії був запатентований спосіб отримання «квінтесенції» соняшникового насіння — тобто олії (щоправда, технічної — не для вживання в їжу). Російський академік Севергін писав наприкінці XVIII сторіччя, що із соняшникового насіння, яке є чудовою їжею для папуг, можна добувати олію та готувати каву.
Утім всі спроби розпочати промислове виробництво соняшникової олії, які робили в XVIII сторіччі, завершувалися без успіху. Аж поки за справу не взявся російський селянин Данило Бокарьов. Потрапивши вже в зрілому віці до Слобідської України і побачивши, яким популярним в цих краях є соняшник, він в 1829 році вирішив спробувати вичавити з його насіння олію тим самим способом, як на його батьківщині під Тулою робили її з конопель.
За кілька років в Олексіївській слободі (зараз це російська Вороніжчина) була зведена перша олійня, за її прикладом ще одна, а згодом вони почали з'являтися як гриби після дощу — усіма теренами Російської імперії, де тоді вирощували або почали вирощувати соняшник. Поширенню нової технології допомогла церква. Адже вже невдовзі вона визнала соняшникову олію продуктом, який можна вживати навіть у Великий Піст. А сама олія отримала ще одну назву — «пісна».
На Заході соняшникова олія великого поширення не набула. Навіть на батьківщині соняшника, в Сполучених Штатах його почали вирощувати в промислових обсягах лише в 20-х роках XX століття, а в Канаді — ще пізніше. Насамперед завдяки емігрантам з України та Російської Федерації, добре обізнаним з технологією виробництва олії.

## Отримання
Отримання старовинним способом.
Насіння соняшника очищується від своїх жорстких оболонок спеціальною машиною, а після цього розмелюється; отримане тісто вкладається у мішки і стискається гідравлічним пресом. Видобуток олії способом такого холодного віджиму, становить 18-20 %. Олія світло-жовта, прозора, дуже повільно висихає, має ніжний смак і ароматичний запах. Головним чином використовується в їжу, а також для приготування штучного сала. Якщо тісто пресувати гарячим, то вихід олії складе 30-35 %, але олія буде темного кольору; таку олію використовують для миловаріння.
Насіння соняшника, селекціонованого на підвищений вміст олії, відзначається міцним зчепленням ядра і насіннєвої оболонки, що ускладнює повне очищення від лушпайок.
Побічним продуктом, отримуваним після вичавлення з соняшникового насіння олії, є макуха.

## Властивості
Сира соняшникова олія має приємні запах і смак. Густина за температури 10 °C 920-927 кг/м³, температура застигання від -16 до -19 °С, кінематична в'язкість при 20 °C — 60,6 × 10-6 м/сек. Йодне число 119-136, Гідроксильне число 2-10,6. Дуже висока точка димлення (рафінованої) — 232 °C. Олія холодного віджиму, веде перед серед інших олій щодо вмісту вітаміну Е (на другому місці ріпакова).

## Склад
Склад жирних кислот y соняшниковій олії:
| Жирні кислоти | Відсоток  |
| ------------- | --------- |
| Лінолева      | 46-62 %   |
| Олеїнова      | 24-40 %   |
| Пальмітинова  | 3,5-6,4 % |
| Стеаринова    | 1,6-4,6 % |
| Міристинова   | до 0,1 %  |
| Ліноленова    | до 1 %    |
| Арахінова     | 0,7-0,9 % |

Середня молекулярна маса жирних кислот 275-286 а. о. м. Вміст фосфоровмісних речовин, токоферолу, восків, вологи, летких речовин, не жирових домішок; показник кольорового числа, прозорості, перекисне число, температура спалаху, а також сорт — залежать від способу вичавлювання, екстракції і подальшої обробки олії і змінюються в широких межах.
Соняшникова олія — продукт рослинного походження, тому не може містити холестерину. Однак, багато виробників з рекламною метою навмисно підкреслюють його відсутність.
Співвідношення жирних кислот ω-6:ω-3 у соняшниковій олії, визначається як «дуже високе» 20,5/0,16.

## Використання
Соняшникова олія — одна з найважливіших олій, що має велике господарське значення. У кулінарії застосовується для смаження і для додавання до салатів. З неї виробляють маргарин і кулінарні жири (шляхом гідрування). Соняшникова олія застосовується для виготовлення консервів, а також у миловарінні та лакофарбовій промисловості. Соняшникова олія входить до складу різних мазей.
Споживачі сирої соняшникової нерафінованої олії в сегменті b2b: виробництва рафінованої та бутильованої соняшникової олії; виробники жирової продукції (майонезу, маргарину, саломас тощо); підприємства, що виробляють лако-фарбову продукцію; підприємства тваринництва і птахофабрики.
Україна є найбільшим експортером соняшникової олії у світі (близько 40 % світового експорту), в країні виробляється близько 20 % соняшникової олії світу.
З оцінюваним світовим обсягом виробництва в 11,5 млн. тонн (фінансовий рік 2008/09), соняшникова олія була четвертою за значенням олією стосовно кількості, після пальмової, соєвої та ріпакової олії. Оскільки Україна та Російська Федерація, є найбільшими світовими експортерами соняшникової олії, злочинне вторгнення Росії в Україну наприкінці лютого 2022 року, спричинило нестачу соняшникової олії на світовому ринку, зокрема в Німеччині.